# 巴爾塔
巴爾塔（烏克蘭語：Балта，羅馬化：Balta，發音：[ˈbɑɫtɐ] ⓘ）是乌克兰敖德薩州波季利斯克区巴尔塔市镇内的城市及该市镇的行政中心，2020年7月18日前为巴爾塔區的行政中心（该市在2020年7月18日前为州辖市，并不在该区的管辖范围内）。該市位於科德馬河畔，距離州府敖德薩183公里，始建於1699年，面積22.97平方公里，海拔高度125米，2022年人口数量为17,854人。

## 歷史

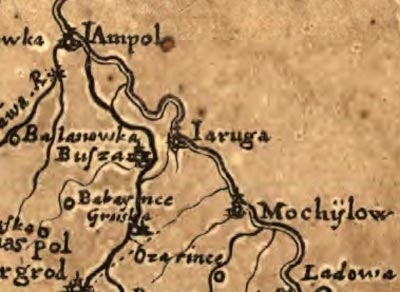
1648年顯示巴爾塔一帶的地圖部分，

1526年時有第一次提及該地的記錄，直到1792年之前該地屬於奥斯曼帝国的一部分。
穆斯塔法三世在1768年夏接獲報告，稱巴爾塔的市鎮遭遇了俄羅斯僱用的札波羅結哥薩克施行屠殺，俄羅斯當時否認有關襲擊，當時報告則指哥薩克們「確實地摧毀了巴爾塔並見人就殺」。時巴尔联盟、法國大使都對苏丹施壓，要求對此作出回應，其主戰顧問們亦予以支持，穆斯塔法三世便於10月6日將俄羅斯駐當地使團成員全數拘禁，標誌著鄂圖曼正式向俄羅斯宣戰。
1797年，鄰近的兩個市鎮Yuzefgrad和Yelensk被併入該城。其也屬於烏克蘭歷史上波多利亚的一部分。據1897年俄羅斯帝國人口普查，該城擁有人口23,363人，在當時為波多利亞地區內排在文尼察、卡缅涅茨-波多利斯基和烏曼後的第四大城市。1900年時據統計該城的猶太人口達到13,235人。巴爾塔曾於1882年和1905年發生反猶騷亂。
1924～1929年間， 該城是作為摩尔达维亚苏维埃社会主义自治共和国的首府。1940年苏联占领比萨拉比亚和北布科维纳後，巴爾塔成為乌克兰苏维埃社会主义共和国內敖德萨州的一部分。1941年8月5日該地被納粹德國與羅馬尼亞軍隊佔據，成為羅馬尼亞王國外涅斯特里亞省的一部分，直到1944年3月29日再被苏联红军奪取。1991年苏联解体，该城随乌克兰一并独立。

## 图集

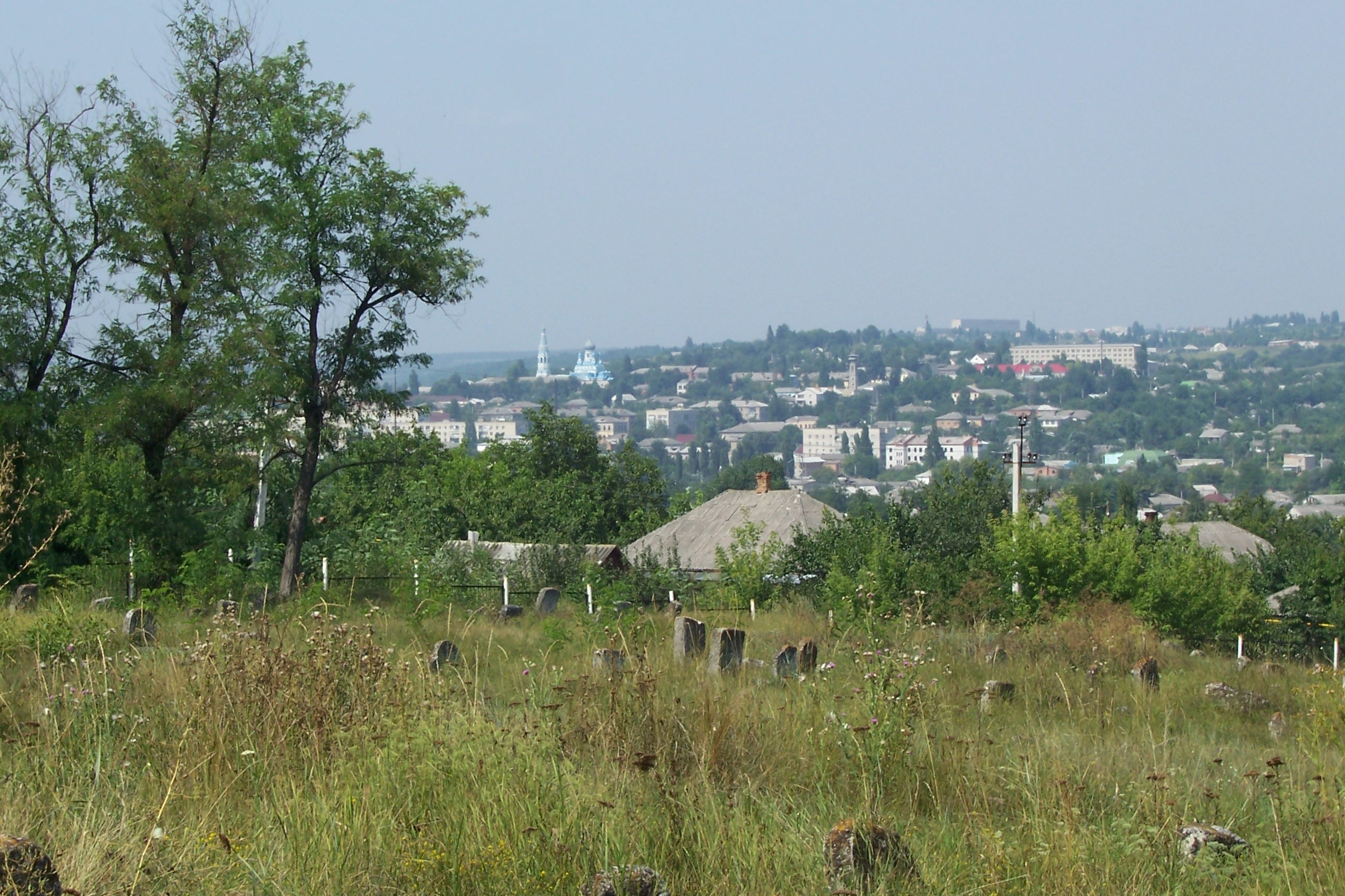
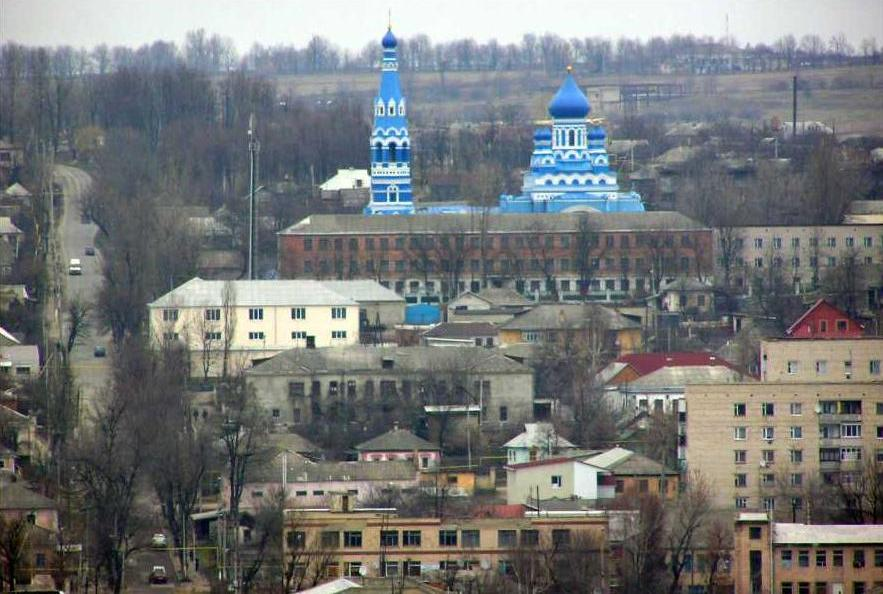
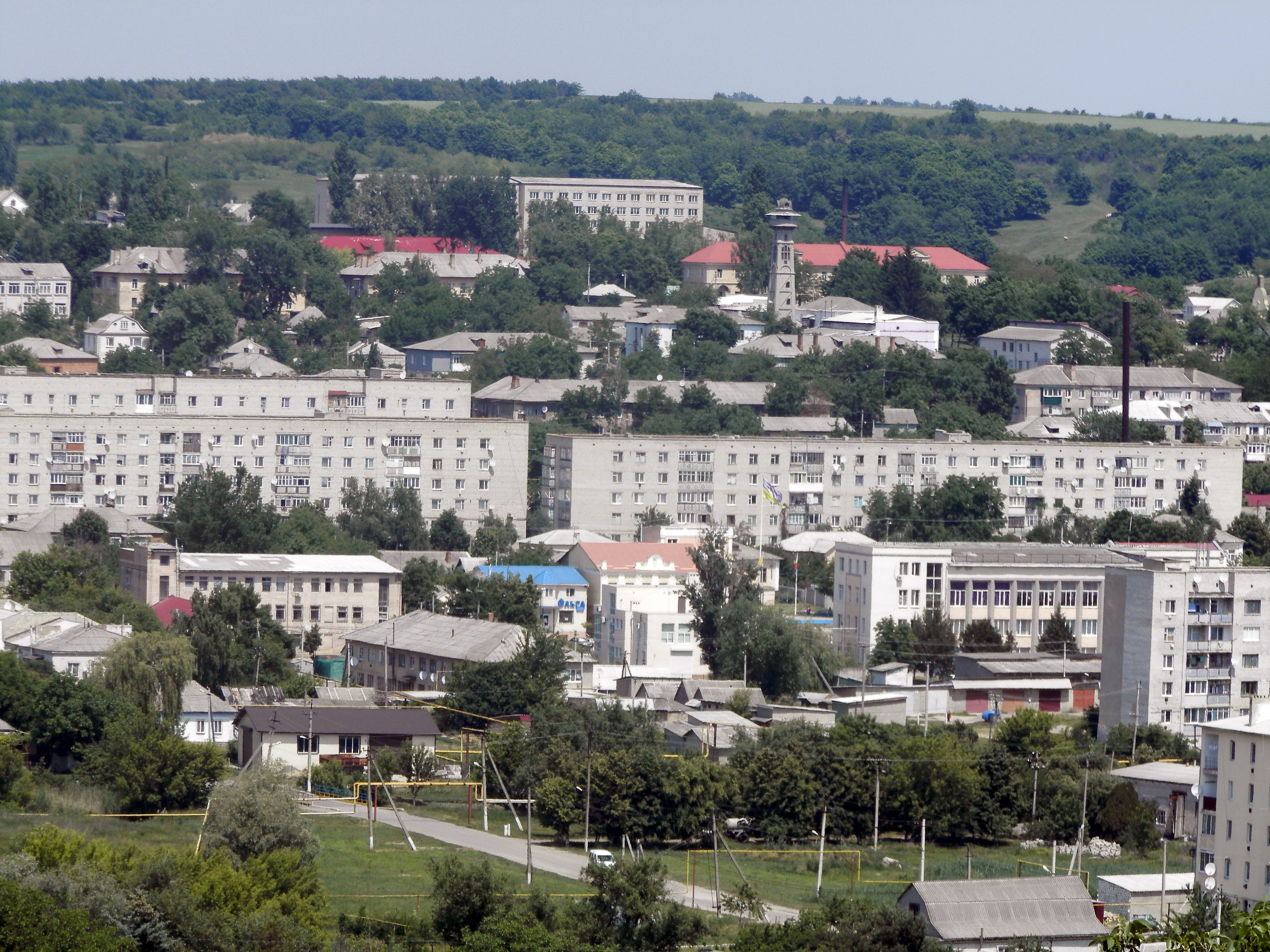
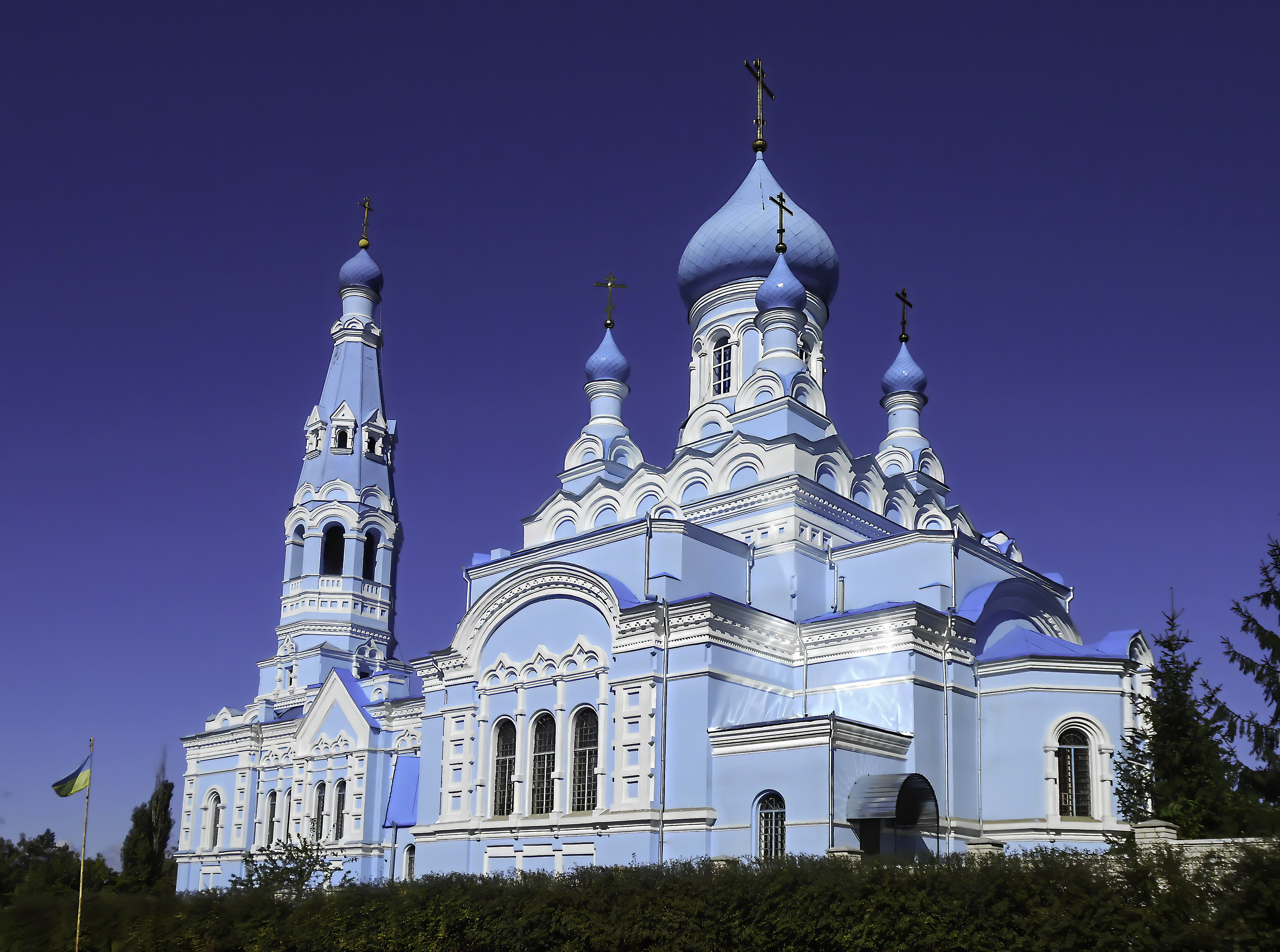
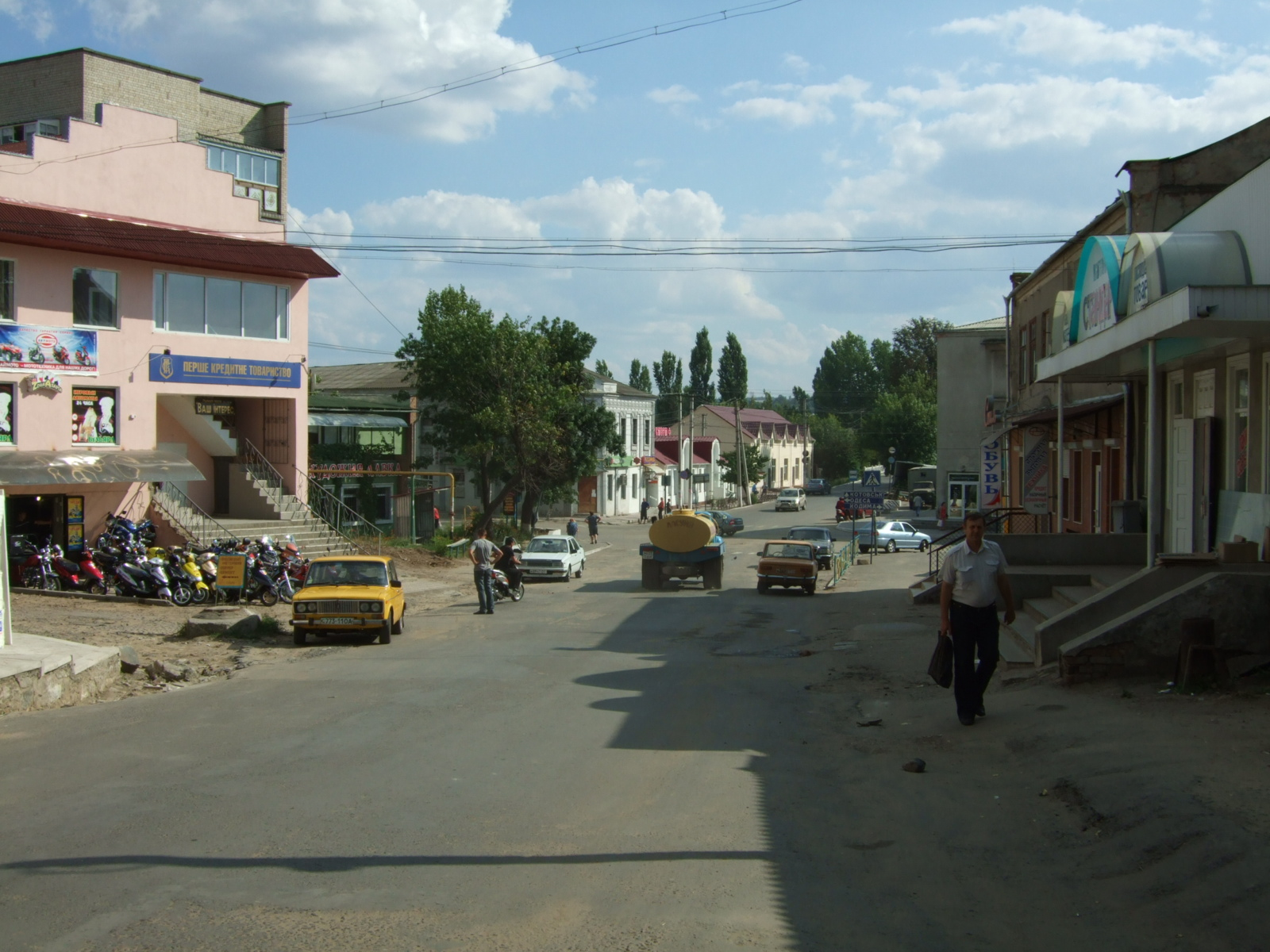